# Killy
Killy (echte naam Khalil Tatem, geboren op 19 augustus 1997) is een Canadees rapper, zanger en songwriter. Hij staat bekend om zijn autotune-gedreven stijl, futuristische producties en invloeden uit trap en melodische rap. Killy brak in 2017 door met de single "Killamonjaro", die viraal ging en miljoenen streams verzamelde. Sindsdien heeft hij zich gevestigd als een opkomende stem binnen de Canadese hiphopscene.

## Vroege leven en begin van carrière
Killy werd geboren in Toronto en groeide deels op in Vancouver. Hij heeft Bajan (Barbadiaanse) en Filipijnse roots en groeide op in een Caribisch huishouden, wat invloed had op zijn perspectief en identiteit. Als kind ervoer hij een gevoel van anders-zijn, zowel binnen zijn familie als op school, waar hij vaak de enige student met zijn achtergrond was. Dit gevoel van vervreemding en het zoeken naar een eigen identiteit speelt een belangrijke rol in zijn muziek.
Zijn doorbraak kwam in 2017 met de track "Killamonjaro", die via SoundCloud en YouTube viral ging. De track werd later platina gecertificeerd in Canada en gaf hem nationale en internationale erkenning.

## Muzikale stijl en invloeden
Killy’s muziek combineert spacy en atmosferische beats met harde 808’s en melodische zanglijnen. Zijn sound wordt vaak vergeleken met artiesten als Travis Scott en Playboi Carti, maar hij onderscheidt zich door zijn donkere productie. Zijn teksten bevatten thema’s als eenzaamheid, ambitie, succes en het leven in de high-fashion en rapscene.

### Carrière
Na het succes van Killamonjaro bleef Killy zijn geluid verfijnen en uitbreiden. Hij bracht nummers uit zoals Stolen Identity en No Romance, waarin hij zijn persoonlijke ervaringen en gevoelens verwerkt. Zijn muziek wordt gekenmerkt door een mix van moderne trapbeats en melodieuze zang, waardoor hij zich onderscheidt binnen de Canadese hiphopscene.
Zijn doorbraak leidde tot samenwerkingen met artiesten als Jazz Cartier en shows op grote festivals zoals Day N’ Night Fest in Los Angeles. Killy staat bekend als een perfectionist die zijn muziek zorgvuldig samenstelt, waardoor hij minder vaak muziek uitbrengt dan veel van zijn collega’s.

## Discografie

### Albums
- Surrender Your Soul (2018)
- KILLSTREAK (2018)
- Light Path 8 (2019)
- KILLSTREAK 2 (2021)
- KILLSTREAK 2 (Deluxe) (2021)
- Crazy Life of Sin (2022)
- KILLSTREAK 3 (2023)
- "LIFE I CHOSE" (2024)

### Singles
- 2017: Killamonjaro
- 2017: Distance
- 2017: No Romance (feat. 16yrold)
- 2017: Forecast
- 2018: No Sad No Bad
- 2018: Beautiful 00*
- 2018: Very Scary
- 2019: Swag Flu
- 2019: Triple Helix
- 2019: Drought (feat. 16yrold)
- 2020: Fast Life (feat. Gab3)
- 2020: Vendetta
- 2020: VV's (feat. Houdini & 6ixbuzz)
- 2020: Sailor Moon
- 2020: OH NO (feat. Y2K)
- 2021: PYRO
- 2021: PYRO [Remix] (feat. Scarlxrd)
- 2021: TRUST NOBODY
- 2021: RICK BOOTS
- 2021: EUPHORIC
- 2022: CEO
- 2022: Vince Carter (feat. Smiley)
- 2023: Shinigami Flow (prod. Jaegen)
- 2023: Luv Typhoon (prod. Jaegen)
- 2023: Need Your Love
- 2023: Toronto (feat. SL)
- 2023: Same Energy
- 2023: LOOK AT WHAT WE STARTED (feat. SEGA)
- 2023: Studio Freestyle (feat. SL)
- 2023: "LIFE I CHOSE" (feat. Dom Corleo)
- 2024: "POP 2" (feat. Fourfive)
- 2024: "GLEE"
- 2024: "ALL CAPS"
- 2024: "EMBASSY / AMBASADA" (feat. Bedoes) (prod. młody klakson, kittiesloverage, & francis)
- 2024: "FR33ZING"
- 2024: "REAPER"
- 2024: "NOT LIKE DIS" (feat. Coults)
- 2024: "Lessons" (feat. a4) (prod. 4TheWorld
- 2024: "Jump Off" (feat. Billyracxx)